# Последняя лихая штучка из Мобила
«Последняя лихая штучка из Мобила» (англ. Last of the Mobile Hot Shots) — американская драма режиссёра Сидни Люмета по пьесе Теннесси Уильямса «Семь падений Миртл» (англ. The Seven Descents of Myrtle, 1968). Премьера фильма состоялась 14 января 1970 года.

## Сюжет
Миртл, женщина сомнительной добродетели, выходит замуж за больного мужчину Джеба, который надеется на продолжение рода, чтобы его жадный единоутробный брат по прозвищу «Цыплёнок» не унаследовал состояние предков. Миртл спит с обоими братьями в надежде на беспроигрышный вариант заполучить деньги.

## В ролях
- Линн Редгрейв — Миртл
- Джеймс Коберн — Джеб
- Роберт Хукс — Цыплёнок (англ. Chicken)
- Перри Хейз — Джордж
- Реджи Кинг — деревенщина (англ. Rube)

## Съёмочная группа
- Режиссёр-постановщик: Сидни Люмет
- Сценарист: Гор Видал
- Продюсер: Сидни Люмет
- Композитор: Квинси Джонс
- Оператор-постановщик: Джеймс Вонг Хоу
- Монтажёр: Алан Хейм
- Художник-постановщик: Джин Каллахан
- Художник по костюмам: Патриция Зиппродт